# Lophosigna
Lophosigna là một chi bướm đêm thuộc họ Geometridae.